# Un homme est mort
Un homme est mort em francês / Funerale a Los Angeles em italiano / A Man Is Dead ou The Outside Man em inglês (br: Os gangsters não esquecem) é um filme francês, italiano e estadunidense de 1972, do gênero supense, dirigido por Jacques Deray.

## Sinose
Lucien Bellon é um assassino profissional francês contratado por uma família mafiosa de Los Angeles para assassinar o membro de uma outra família rival. Mas as coisas dão errado e ele passa a ser perseguido pela polícia e pelas duas famílias.

## Elenco
- Jean-Louis Trintignant.... Lucien Bellon
- Ann-Margret.... Nancy Robson
- Roy Scheider.... Lenny
- Angie Dickinson.... Jackie Kovacs
- Georgia Engel.... Mrs. Barnes
- Felice Orlandi.... Anderson
- Carlo De Mejo.... Karl
- Michel Constantin.... Antoine
- Umberto Orsini.... Alex
- Carmen Argenziano....
- Rico Cattani.... açougueiro
- Ted de Corsia.... Victor
- Edward Greenberg.... caronista
- Philippa Harris.... vendedora
- Jackie Earle Haley.... Eric